# Campeonato Paulista de Futebol Sub-11 de 2010
O Campeonato Paulista de Futebol Sub-11 de 2010 foi a terceira edição desta competição amadora organizada pela Federação Paulista de Futebol (FPF). O torneio que é, no estado de São Paulo, o estadual da categoria sub-11, foi disputada por 23 clubes.
Na decisão, o Independente-SP venceu o Corinthians por 3 a 2 no placar agregado, conquistando o seu primeiro título.

## Primeira fase
Fonte: Federação Paulista de Futebol

## Segunda fase
Fonte: Federação Paulista de Futebol

## Fase final
|  | Quartas de final   | Quartas de final   | Quartas de final   | Quartas de final   |   |             | Semifinais                    | Semifinais                    | Semifinais                    | Semifinais                    |  |             | Final               | Final               | Final               | Final               |  |  |
|  | 10 a 24 de outubro | 10 a 24 de outubro | 10 a 24 de outubro | 10 a 24 de outubro |   |             | 24 de outubro a 7 de novembro | 24 de outubro a 7 de novembro | 24 de outubro a 7 de novembro | 24 de outubro a 7 de novembro |  |             | 14 e 21 de novembro | 14 e 21 de novembro | 14 e 21 de novembro | 14 e 21 de novembro |  |  |
|  |                    |                    |                    |                    |   |             |                               |                               |                               |                               |  |             |                     |                     |                     |                     |  |  |
|  | ECUS               | 0                  | 0                  | 0                  |   |             |                               |                               |                               |                               |  |             |                     |                     |                     |                     |  |  |
|  | Ponte Preta        | 2                  | 2                  | 4                  |   |             |                               |                               |                               |                               |  |             |                     |                     |                     |                     |  |  |
|  | Ponte Preta        | 2                  | 2                  | 4                  |   | Ponte Preta | 0                             | 2                             | 2                             |                               |  |             |                     |                     |                     |                     |  |  |
|  |                    |                    |                    |                    |   | Ponte Preta | 0                             | 2                             | 2                             |                               |  |             |                     |                     |                     |                     |  |  |
|  |                    | Corinthians        | 2                  | 1                  | 3 |             |                               |                               |                               |                               |  |             |                     |                     |                     |                     |  |  |
|  | Rio Preto          | Corinthians        | 2                  | 1                  | 3 | 0           | 1                             | 1                             |                               |                               |  |             |                     |                     |                     |                     |  |  |
|  | Rio Preto          |                    |                    |                    |   | 0           | 1                             | 1                             |                               |                               |  |             |                     |                     |                     |                     |  |  |
|  | Corinthians        | 3                  | 4                  | 7                  |   |             |                               |                               |                               |                               |  |             |                     |                     |                     |                     |  |  |
|  | Corinthians        | 3                  | 4                  | 7                  |   |             |                               |                               |                               |                               |  | Corinthians | 1                   | 1                   | 2                   |                     |  |  |
|  |                    |                    |                    |                    |   |             |                               |                               |                               |                               |  | Corinthians | 1                   | 1                   | 2                   |                     |  |  |
|  |                    | Independente-SP    | 3                  | 0                  | 3 |             |                               |                               |                               |                               |  |             |                     |                     |                     |                     |  |  |
|  | Santos             | Independente-SP    | 3                  | 0                  | 3 | 1           | 2                             | 3                             |                               |                               |  |             |                     |                     |                     |                     |  |  |
|  | Santos             |                    |                    |                    |   | 1           | 2                             | 3                             |                               |                               |  |             |                     |                     |                     |                     |  |  |
|  | América-SP (mc)    | 0                  | 3                  | 3                  |   |             |                               |                               |                               |                               |  |             |                     |                     |                     |                     |  |  |
|  | América-SP (mc)    | 0                  | 3                  | 3                  |   | América-SP  | 0                             | 1                             | 1                             |                               |  |             |                     |                     |                     |                     |  |  |
|  |                    |                    |                    |                    |   | América-SP  | 0                             | 1                             | 1                             |                               |  |             |                     |                     |                     |                     |  |  |
|  |                    | Independente-SP    | 2                  | 2                  | 4 |             |                               |                               |                               |                               |  |             |                     |                     |                     |                     |  |  |
|  | Portuguesa         | Independente-SP    | 2                  | 2                  | 4 | 0           | 0                             | 0                             |                               |                               |  |             |                     |                     |                     |                     |  |  |
|  | Portuguesa         |                    |                    |                    |   | 0           | 0                             | 0                             |                               |                               |  |             |                     |                     |                     |                     |  |  |
|  | Independente-SP    | 2                  | 0                  | 2                  |   |             |                               |                               |                               |                               |  |             |                     |                     |                     |                     |  |  |

## Premiação
| Campeonato Paulista de Futebol Sub-11 de 2010 |
| --------------------------------------------- |
| Independente-SP Campeão (1º título)           |